# Трамвай Коньи

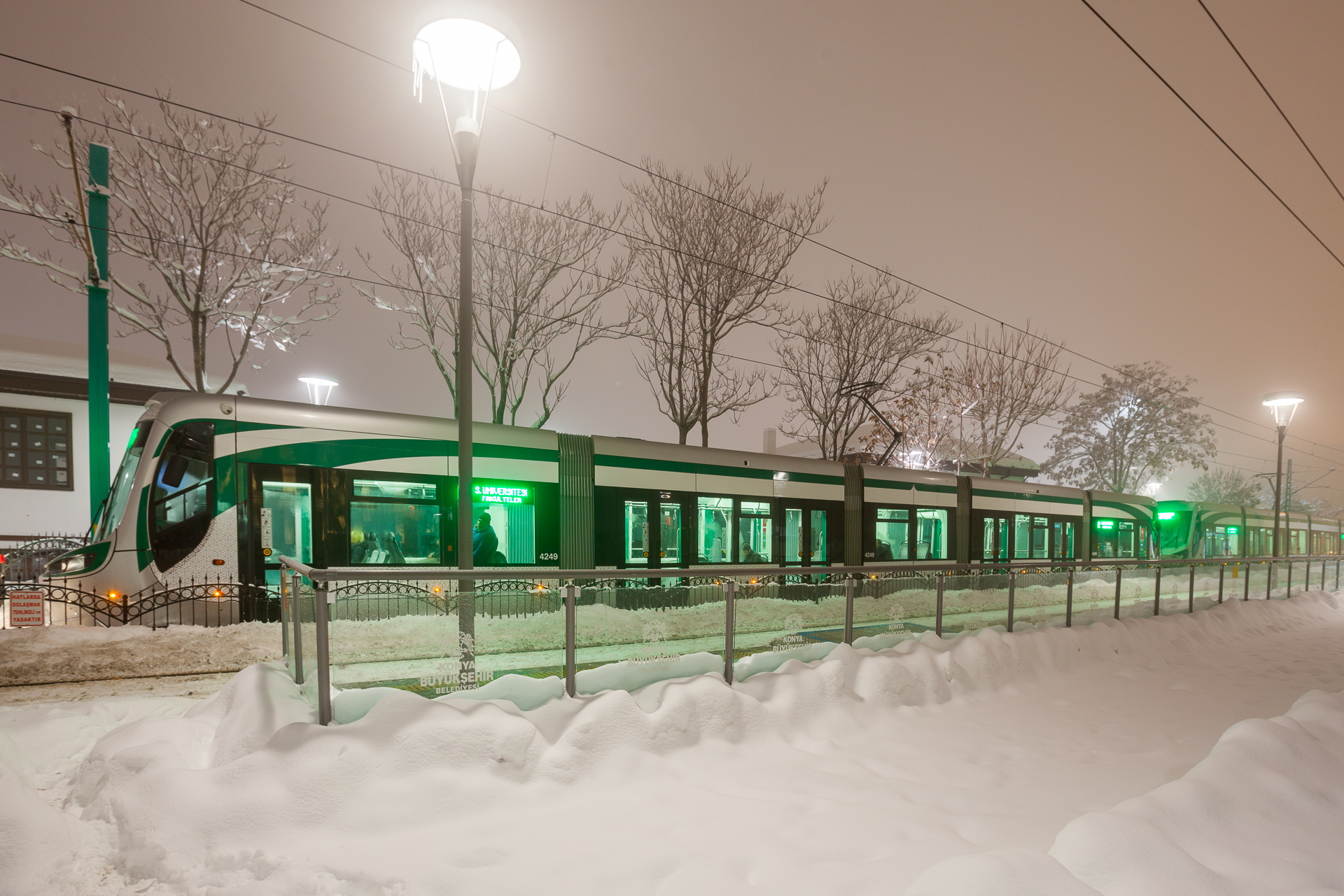
Трамвай Skoda T28 на остановке Кюлтюр парк, Конья

Трамвай Коньи — современная трамвайная система, действующая с 1992 года. Наравне со стамбульским трамваем, появившимся в тот же год, является самой старой трамвайной системой Турции среди действующих.

## История
Строительство трамвая в Конье началось в 1986 году. Первая линия была введена в эксплуатацию в 1992 году.

## Описание сети
В Конье действует две линии трамвая:
- 1 : Алааддин — Автовокзал (Otogar).
- 2 : Алааддин — Мюхендислик Мимарлык Факюльтеси (Mühendislik Mimarlik Fakültesi, кампус университета Сельчук).

Первая линия трамвая имеет протяжённость в 18 км и соединяет центр города с университетом, расположенным на окраине. На линии имеется двадцать остановок. Ширина колеи — 1435 мм.
В будущем планируется постройка ещё двух линий.

## Подвижной состав
Изначально в Конье эксплуатировались бывшие в употреблении трамваи типа Düwag GT8 из Кёльна. Трамваи были сочленённые, трёхсекционные. Первые трамваи были закуплены в 1989 году, позднее трамваи закупались в 1995 и 1996 годах. Последняя партия бывших кёльнских трамваев прибыла в Конью в октябре 2004 года. Всего в Конье работал 61 трамвай из Кёльна.
В 2013 году был размещен заказ на 60 низкопольных трамваев Skoda 28T и Skoda 28T2, цена контракта 104 млн евро. Именно эти трамваи сейчас работают на линиях